# Kena-upaniṣad
La Kena Upaniṣad (siglo III a. C.) es una de las primeras y principales Upanishads, un género de más de 200 escrituras hinduistas.
- kenopaniṣad, en el sistema AITS (alfabeto internacional para la transliteración del sánscrito).
- केनोपनिषद्, en escritura devanagari del sánscrito.
- Pronunciación: /kéna-upanishád/.[1]
- Etimología: la Upanishad del «quién»’, siendo kena: ‘¿por quién?’ y upa-ni-ṣad: ‘eso que se debe aprender debajo [de un maestro]’.[1]

Así como el escritor de cada Upanishad la asociaba arbitrariamente con alguno de los cuatro antiguos Vedas (posiblemente para tomar de él su autoridad), la Kena Upaniṣad fue relacionada con el Sāmaveda (de principios del I milenio a. C.).
De alguna manera el texto logró insertarse en la recitación de uno de los textos bráhmana del Sama-veda, cuya escuela llevaba varios siglos de recitación de generación en generación. Allí se encuentra inserta en el último tramo del Yaiminíia-upanishad-bráhmana, que también es conocido como Talavakara-bráhmana, y por lo tanto también se la conoce como Talavakara-upanishad.
Hacia el siglo IX d. C., el escritor indio Adi Sankará (788-820) ―que escribió comentarios sobre 12 de las Upanishads― escribió dos comentarios sobre ésta: el Kenopanishad-padabham y el Kenopanishad-vakia-bhashia,
donde desarrolló las ideas vedánticas contenidas en esta Upanishad.
Más tarde, el escritor Madhu Acharia escribió otro comentario refutando a Shankará.
En la arbitraria lista de 108 Upanishads que aparece en la Muktika-upanishad (siglo XII a. C.), la Kena figura como segunda.

## Organización
Tiene cuatro khandas (secciones), las dos primeras en verso y las otras dos en prosa.

## Contenido
La Kenopanishad tiene como su objetivo el origen del Ser, y expandir la conciencia hasta ser idéntica a la de Dios.
La forma manifestada (cuerpo físico) es distinta de lo que se manifiesta (el «sí mismo», el alma).
Afirma que es inmortal el que halla su esencia eterna interna (atma-gñana, conocimiento del alma).
Ensalza la humildad en el conocimiento: el que piensa que conoce (al Brahman), no lo conoce. Es preciso ser humilde y comprender la infinitud del Brahman.

El Brahman no es no lo que el ojo puede ver, sino aquello por lo que el ojo puede ver. Debes saber que eso es el eterno Brahman, y no lo que la gente aquí adora.
El Brahman no es lo que el oído puede oír, sino aquello por lo que el oído puede oír. Debes saber que eso es el eterno Brahman, y no lo que la gente aquí adora.
El Brahman no es lo que el discurso puede iluminar, sino aquello por lo que el discurso puede iluminar. Debes saber que eso es el eterno Brahman, y no lo que la gente aquí adora.
El Brahman no es lo que la mente pueda pensar, sino aquello por lo que la mente puede pensar. Debes saber que eso es el eterno Brahman, y no lo que la gente aquí adora.
El poder de Uno que ilumina a todo y a cada uno es indivisible. Es el oído detrás de los oídos, la mente detrás de las mentes, el discurso tras los discursos, la vida detrás de las vidas. El oído no puede oír, es el Brahman lo que hace que el oído pueda oír. Los ojos no pueden ver, es el Brahman lo que hace que los ojos puedan ver. No se puede hablar del Brahman, porque el Brahman es lo que hace hablar. La mente no lo puede pensar: es el Brahman lo que hace que la mente piense. El Brahman es diferente de todo lo que sabemos, sin embargo, no lo conoce nadie. Aquellos que dan a entender que conocen el Brahman no lo conocen. Lo conocen mejor aquellos que suponen que el Brahman no es algo que se pueda percibir mediante los sentidos. Lo conocen mejor aquellos que suponen que el Brahman es el testigo más secreto de todas las percepciones, ya sean éstas sensaciones o pensamientos. El que lo conozca alcanzará la liberación.
Kena Upaniṣad

## El iaksha y los devas
Una vez que los devas obtuvieron una victoria sobre las fuerzas de los asuras. Deberían haber acreditado el triunfo al poder del Brahman; en cambio pensaron que la causa del éxito habían sido ellos. Entonces apareció ante ellos un iaksha (montañés) que los desafió presentándoles una brizna de hierba. Agní (el dios del fuego) no pudo quemarla y Vaiú (el dios del viento) no pudo moverla. Finalmente Indra dijo que se le había aparecido una mujer con muchísimos ornamentos que dijo llamarse Uma, y que le reveló que el iaksha habría sido el propio Brahman, para enseñarles humildad.